# گیبس، میسوری
گیبس (به انگلیسی: Gibbs) یک روستا (ایالات متحده آمریکا) در ایالات متحده آمریکا است که در شهرستان ادیر، میزوری واقع شده‌است.
 گیبس ۰٫۶۴ کیلومتر مربع مساحت و ۱۰۷ نفر جمعیت دارد و ۲۷۸ متر بالاتر از سطح دریا واقع شده‌است.